# 經扶戰鬥
經扶戰鬥發生於1933年3月6日－8日，地點則是在中國豫南一帶。該戰鬥是第一次国共内战前期主要戰鬥之一，交戰一方為中華民國國民革命軍，另一方則為中國共產黨所領導之中國工農紅軍。